# Portlet
Portlets là các thành phần Web dùng lại được với mục đích hiển thị thông tin liên quan cho người dùng cổng điện tử. Các ứng dụng cho portlets bao gồm việc hiển thị Thư điện tử, các báo cáo thời tiết, các diễn đàn thảo luận, và tin tức.
Các chuẩn Portlet nhằm cho phép các nhà phát triển phần mềm tạo ra các portlets mà có thể "cắm" vào bất cứ cổng điện tử nào có hỗ trợ các chuẩn đó.
Mục đích của các interface của Dịch vụ Web cho Portlets từ xa là cung cấp một chuẩn dịch vụ web mà cho phép khả năng "plug-n-play" của các cổng điện tử, hoặc làm trung gian cho các ứng dụng web mà kết hợp nội dung, và các ứng dụng từ nhiều nguồn khác nhau.
Bản miêu tả chi tiết kĩ thuật của cổng điện tử cho phép tương tác qua lại giữa các portlets và Cổng điện tử Web. Bản mô tả chi tiết kĩ thuật này định ra một tập các API cho phép lập trình cổng điện tử có thể đánh địa chỉ các cùng aggregation, personalization, presentation và security.